# Office national de la main-d'œuvre
L'Office national de la main-d'œuvre (Onamo), est un organisme algérien qui gère le Service public de l'emploi en Algérie entre 1962 et 1990. Il a contribué à l'émigration des travailleurs algériens vers la France et la RDA.

## Histoire

### Le service public de l'emploi en Algérie
L'Office national algérien de la main-d'œuvre (Onamo) est créé par décret du 29 novembre 1962. 
Il est chargé par le décret No 62-99 du 29 novembre 1962 du Service public de l'emploi. institué en application des textes de l'Organisation internationale du travail (OIT). Les fondements juridiques de ses actions seront remaniées et complété par des textes réglementaires ou législatifs à plusieurs reprises, notamment en 1963 (instauration d’un monopole sur les flux migratoires) et en 1971 (organisation de l’Onamo).
Une ordonnance du 17 juin 1971 précise l'organisation de l'office. Cependant, il a un rôle limité sur le marché du travail dans le pays même, l’Algérie ne conduisant pas de véritable politique d’emploi pendant cette période.

### La migration des travailleurs algériens
L'ONAMO a pour principale fonction, à partir de 1963, la gestion des flux migratoires par l'intermédiaire des Bureaux de main-d’œuvre (BMO) qui lui sont rattachés.
Les travailleurs, qui reçoivent une « carte de l'Onamo », sont dirigés vers la France. La carte, visée par la mission médicale française, permet au travailleur algérien de séjourner en France pendant une période de neuf mois et d'y chercher un emploi. À la fin de cette période, il doit, pour obtenir un certificat de résidence, justifier d’un emploi au moyen d’une déclaration d’engagement souscrite par l’employeur. 
En vertu d'un décret algérien du 29 mai 1963, les candidats à l'émigration doivent produire un visa de l'ONAMO. Il peut obtenir s'il n'a pas trouvé de travail un mois après son inscription auprès de l'office. Le nombre de personnes pouvant être accueillies est fixé par la France : 35 000 par an en 1964 ; 25 000 par an à partir de 1967. Le gouvernement algérien met fin à l'émigration dans ce cadre en septembre 1973. Au total, l'Onamo aurait permis l’installation légale de 225 800 travailleurs entre 1965 et 1973.
Un accord entre le gouvernement algérien et celui de la République démocratique allemande signé le 11 avril 1974 prévoit l'implantation d'une représentation Onamo à Berlin-Est pour assurer l’arrivée en RDA de travailleurs. Il y en aura 3 258 en 1974 selon le rapport annuel de l’Onamo, cité par l’économiste Jean-Pierre Garson.
Après la fin des départs, l'Onamo se voit confier une mission pour la migration de retour avec un programme de réinsertion économique adopté en 1977. Les rentrées en Algérie de certains d’entre eux se feront, « mais de manière très modeste » selon l’historien Claude Liauzu qui en compte 2 000 en 1977.

### La transformation en 1990
En 1990, un changement de dénomination de l'Onamo est décidé. L'Agence nationale de l'emploi (Anem) prend sa suite en tant qu’établissement public. 